# Ếch giun

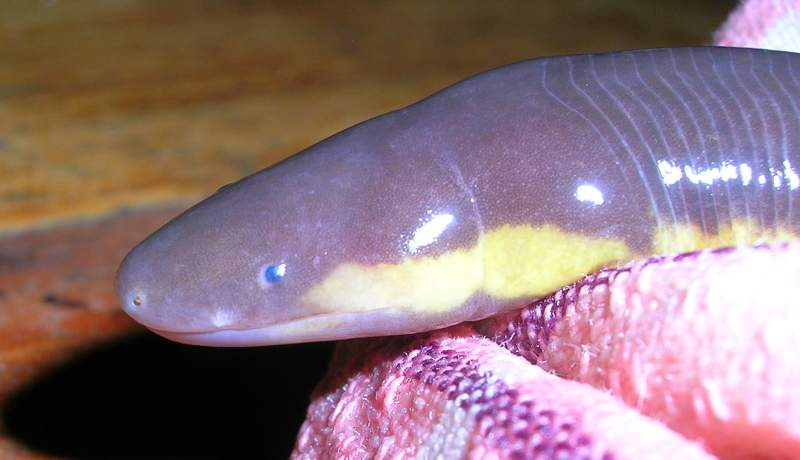
Một loài ếch giun từ Tây Ghats, Ấn Độ

Ếch giun (danh pháp hai phần: Ichthyophis glutinosus) là một loài lưỡng cư thuộc Họ Ếch giun (Ichthyophiidae). Chúng sống ở trong đất ẩm, thường chỉ gặp ở miền núi, chui luồn trong hang đất xốp gần ao, hồ. Chúng ăn giun và động vật không xương sống. Chúng đẻ trứng và ấp trứng gần nơi có nước. Trứng được ếch cái cuốn lấy để bảo vệ. Tự vệ bằng cách trốn vào khe đất. Hoạt động cả ngày lẫn đêm. Ếch giun sống ở Sri Lanka, Vân Nam của Trung Quốc. Tại Việt Nam, chúng phân bố ở Tam Đảo, Gia Lai, Kon Tum, Cát Tiên, U Minh, Tây Ninh. Chúng sống ở các khu vực rừng và đầm lầy đất thấp ẩm, vùng đất ngập nước theo mùa.

## Hình ảnh

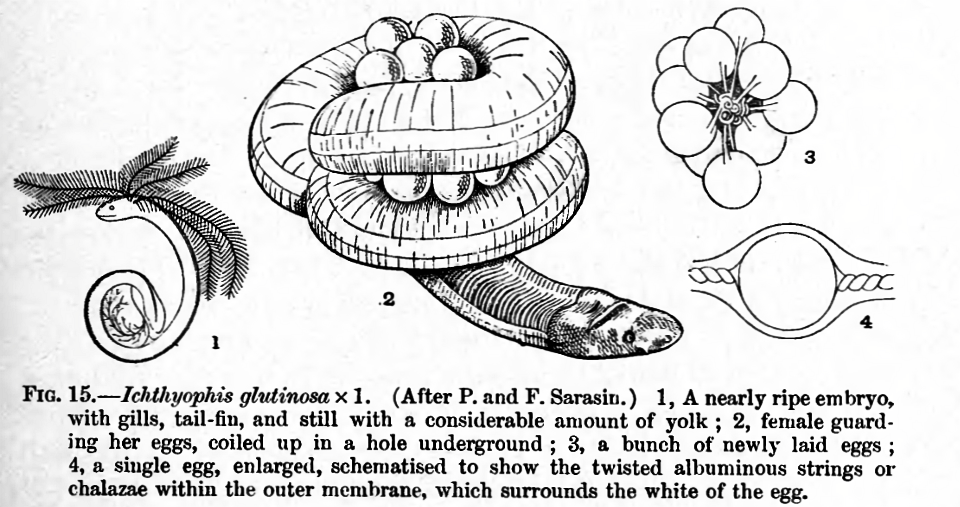